# Scandale des enveloppes postales d'Apollo 15
Vous lisez un « bon article » labellisé en 2020.

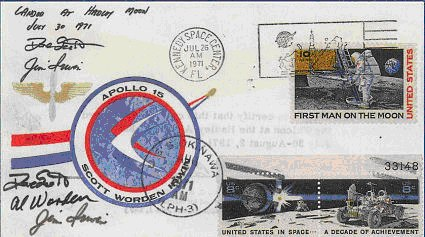
Une « enveloppe Sieger ».

Le scandale des enveloppes postales d'Apollo 15 est une affaire impliquant les astronautes de la mission lunaire de la NASA Apollo 15, qui emportent sans autorisation environ 400 enveloppes commémoratives de la mission sur la Lune pour les revendre à un prix élevé. Certaines d'entre elles ont été vendues par la société philatélique allemande Hermann Ernst Sieger GmbH et sont désormais connues sous le nom d'« enveloppes Sieger ». L'équipage d'Apollo 15 (David Scott, Alfred Worden et James Irwin) accepte dans un premier temps de recevoir des paiements pour leur transport et, bien qu'ayant rendu ensuite rapidement l'argent, est réprimandé par la NASA. Au milieu de la couverture médiatique de l'incident, les astronautes sont convoqués devant une commission sénatoriale à huis clos et sont interdits de vol.
L'affaire commence lorsque les trois astronautes et une connaissance, Horst Eiermann, acceptent que des enveloppes soient emmenées dans l'espace. Chacun d'entre eux doit recevoir environ 7 000 dollars (44 191 dollars aujourd'hui). Scott fait en sorte qu'elles soient timbrées le matin du lancement d'Apollo 15, le 26 juillet 1971. Elles passent la période du 30 juillet au 2 août sur la Lune à l'intérieur du module lunaire Falcon. Le 7 août, date du retour sur terre, elles sont oblitérées à nouveau sur le porte-avions de récupération USS Okinawa. Apollo 15 a transporté un total d'environ 641 enveloppes. Fin 1971, lorsque la NASA apprend que certaines vont être vendues, le superviseur des astronautes, Deke Slayton, avertit Worden d'éviter toute commercialisation supplémentaire de ce qu'il a été autorisé à emmener dans l'espace. Après avoir entendu parler de l'accord Sieger, Slayton retire les trois membres de l'équipage de réserve d'Apollo 17, bien que les astronautes aient auparavant rendu leur compensation financière. Toutes les enveloppes sont confisquées par la NASA, mais en 1983, Worden intente un procès et les enveloppes sont rendues aux astronautes. Une de celles données à Sieger a été adjugée plus de 50 000 dollars  en 2014.

## Contexte

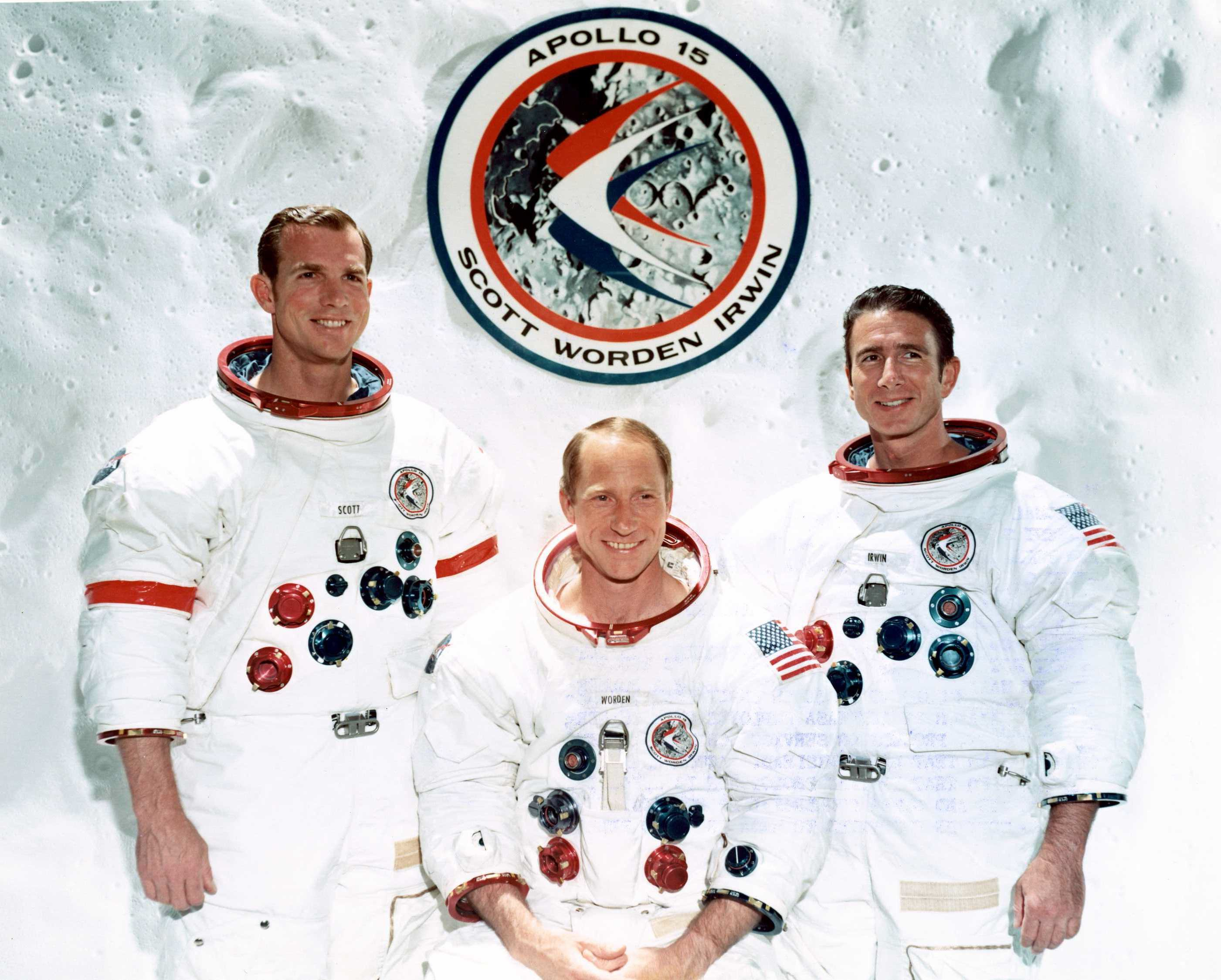
L'équipage dApollo 15. De gauche à droite, David Scott, Alfred Worden et James Irwin.

L'astrophilatélie (collection de timbres-poste liés à l'espace) est née du lancement de Spoutnik 1 le 4 octobre 1957 et de l'entrée dans l'ère spatiale. Des pays comme les États-Unis et l'URSS émettent des timbres commémoratifs sur les engins spatiaux et les satellites. La réussite du programme Apollo qui, entre 1969 et 1972, permet d'envoyer des hommes sur la lune, rend l'astrophilatélie particulièrement populaire. Les collectionneurs et les hommes d'affaires recherchent des souvenirs philatéliques liés au programme de vol spatial américain, généralement à travers des enveloppes maximum (appelées covers) spécialement conçues. Les jours de lancement de missions spatiales, l'oblitération d'enveloppes est une tâche importante pour les employés du bureau de poste du Kennedy Space Center (KSC).
Les astronautes américains ont participé à la création d'objets de collection. À partir de la fin des années 1960, Harold G. Collins, chef du bureau d'appui aux missions du KSC, fait imprimer et cacheter des enveloppes spéciales, pour divers vols, à la date de lancement. Ces enveloppes philatéliques qui n'ont pas volé dans l'espace sont généralement destinées à être des cadeaux pour les amis des astronautes ou les employés et entrepreneurs de la NASA. Sans que ce ne soit connu du public, à la suite d'un accord avec l'Ouest-Allemand Horst Eierman, 500 objets philatéliques (cartes postales et blocs de timbres) ont été autographiés par des astronautes en échange de 2 500 $ chacun,. Un membre au moins de chaque mission entre Apollo 7 (1968) et Apollo 13 (1970) a ainsi contribué à la production de ces objets qui n'ont pas été emportés dans l'espace,.
Les astronautes sont autorisés à emporter avec eux leur kit de préférences personnelles (PPK). La taille et le poids du contenu de ces petits sacs sont limités. Ils peuvent y stocker des articles personnels et espèrent les faire voler comme souvenirs de leur mission. À mesure que les vols spatiaux à destination de la lune s'intensifient, la fascination du public pour les objets volant dans l'espace et leur valeur augmentent fortement.
Des enveloppes, préparées par les équipages, volent ensuite sur Apollo 11, Apollo 13 et Apollo 14. Ed Mitchell, le pilote du module lunaire d'Apollo 14, a apporté la sienne à la surface de la lune dans son PPK. Des astronautes les ont conservées pendant de nombreuses années. Neil Armstrong, le commandant d'Apollo 11, a gardé les siennes jusqu'à sa mort, et elles n'ont été vendues qu'en 2018. L'une d'elles a atteint le prix de 156 250 dollars.

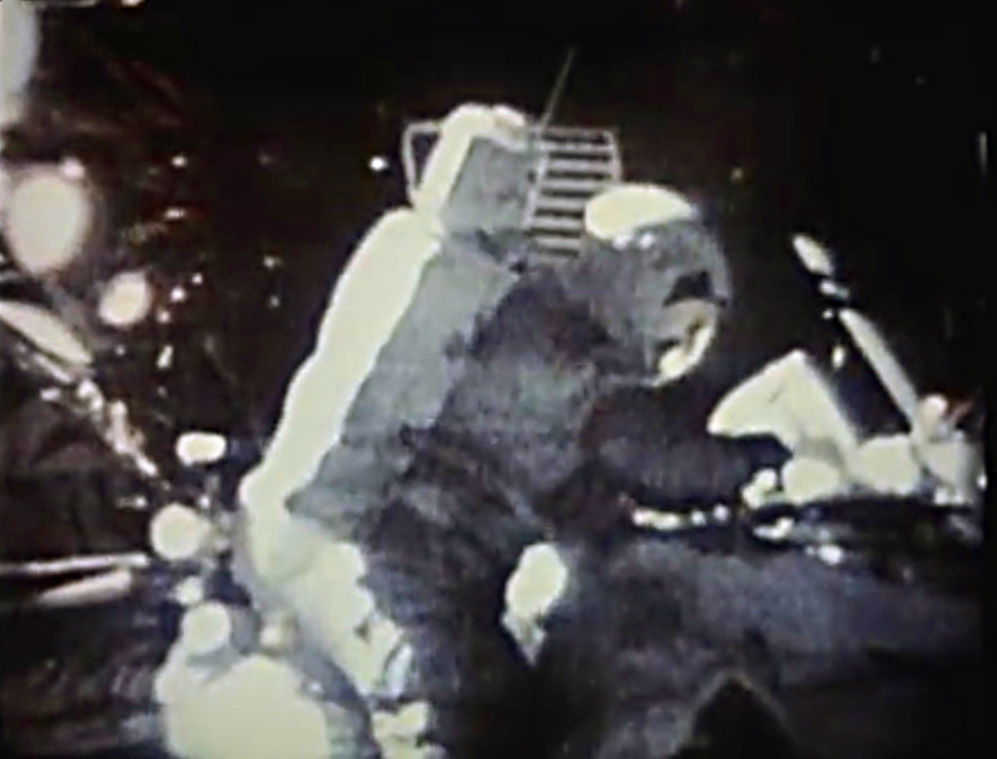
Scott oblitère une enveloppe sur la Lune.

La mission Apollo 15 commence lorsque le lanceur Saturn V décolle du Centre spatial Kennedy le 26 juillet 1971 et se termine lorsque les astronautes et le module de commande Endeavour sont récupérés par le porte-avions USS Okinawa le 7 août. L'équipage de l'Endeavour est composé du commandant de la mission David Scott, du pilote du module de commande Alfred Worden et du pilote du module lunaire James Irwin. Scott et Irwin se posent sur la Lune, avec le module lunaire Falcon le 30 juillet et restent un peu moins de 67 heures. La mission établit plusieurs records spatiaux et c'est la première fois qu'un rover lunaire est utilisé. Les astronautes l'emploient pour explorer la zone autour du site d'atterrissage pendant trois périodes d'activité extravéhiculaire. Le 2 août, avant de terminer la dernière de ces périodes et d'entrer dans le module lunaire, Scott utilise un sceau postal spécial pour oblitérer une enveloppe premier jour, avec deux nouveaux timbres, fournis par le service postal des États-Unis, qui représentent des astronautes et le rover, pour commémorer le dixième anniversaire de l'entrée des Américains dans l'espace,. Après la mission, l'enveloppe est retournée au service postal pour se retrouver finalement au Musée national de la poste de la Smithsonian Institution.

## Préparation

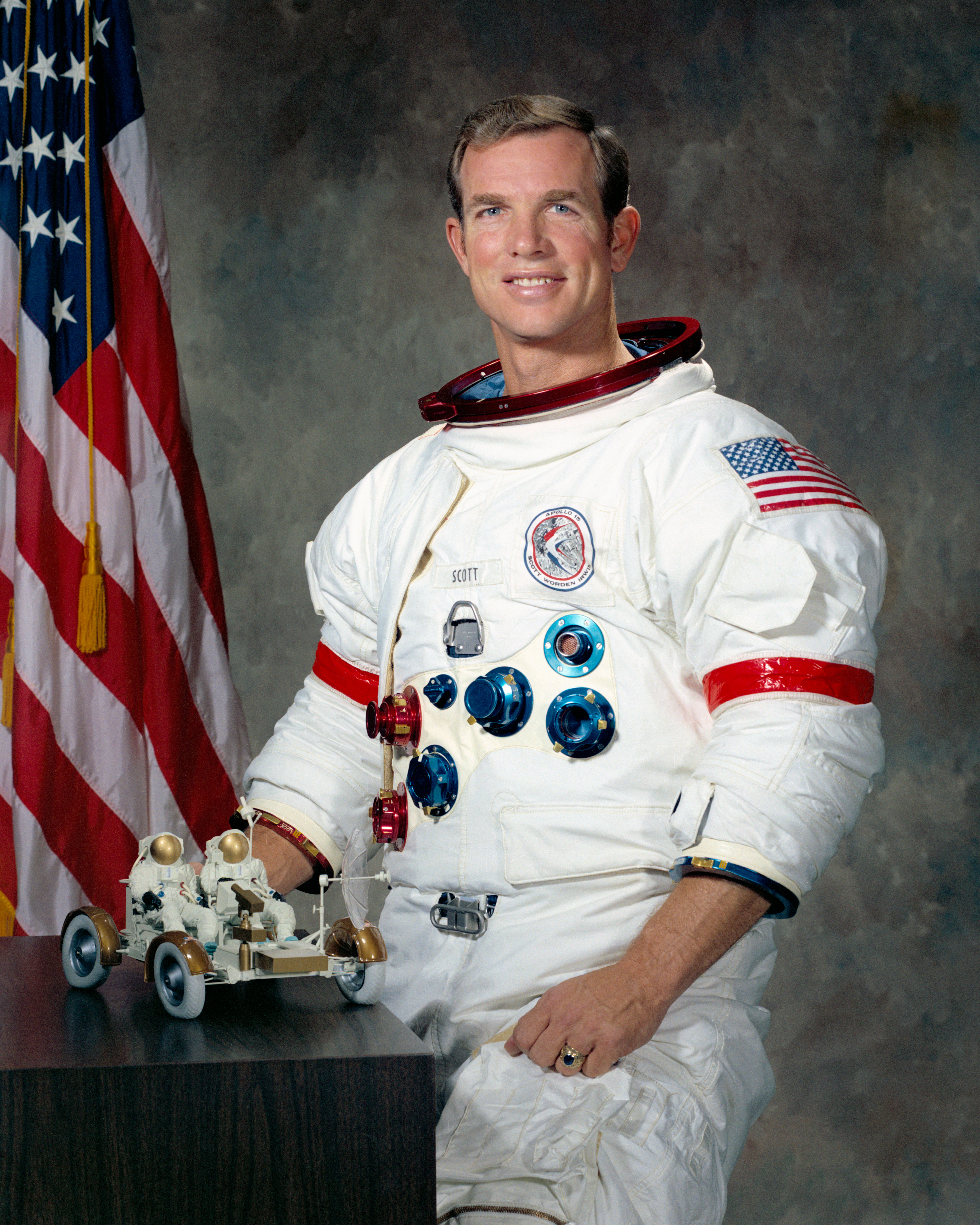
Le Commandant d'Apollo 15, David Scott.

L'Allemand Horst Eierman est en contact avec un marchand de timbres nommé Hermann Sieger de Lorch, en Allemagne de l'Ouest. Ils se sont rencontrés par hasard dans un bus pour aller observer le lancement d'Apollo 12 à la fin de 1969 ; Eiermann entend par l'accent souabe de Sieger qu'ils viennent de la même région, et l'invite chez lui. Sieger a l'idée des enveloppes lunaires après avoir entendu dire que les astronautes d'Apollo 12 ont emporté une bible avec eux. Lorsque Sieger apprend qu'Eiermann connaît de nombreux astronautes, il propose de persuader l'équipage d'Apollo d'emporter des enveloppes sur la Lune. Eiermann ne pense pas que les astronautes prennent de l'argent pour le faire, mais il accepte de le leur demander quand Sieger évoque la possibilité pour les astronautes d'investir cet argent dans les études de leurs enfants. Eiermann ne mentionne pas le nom de Sieger dans son approche des astronautes,.
Eiermann vit à Cocoa Beach, en Floride, à l'époque du lancement d'Apollo 15 et est représentant local de la Dyna-Therm Corporation, un sous-traitant de la NASA basée à Los Angeles. Selon l'autobiographie de Scott, un soir, plusieurs mois avant le lancement, le directeur des opérations de l'équipage de vol, Deke Slayton, fait venir Scott et les autres membres de l'équipage pour dîner chez Eiermann ; Scott décrit Eiermann comme un ami de longue date de Slayton. Dans son autobiographie, Worden reconnaît que l'équipage a été invité à dîner chez lui, mais que c'est à la suite d'une initiative de Scott, sans mentionner l'implication de Slayton. Dans son témoignage devant une commission du Congrès en 1972, Scott décrit Eiermann comme un « ami à nous », une personne avec laquelle il a dîné et qui a de nombreuses connaissances au KSC, y compris un certain nombre d'astronautes. Scott déclare également à la commission qu'il a rencontré Eiermann lors d'une fête, plutôt que par l'intermédiaire d'un autre astronaute.
Lors du dîner, Eiermann propose aux astronautes d'emporter 100 enveloppes avec des timbres spéciaux, pour les envoyer sur la Lune. Il assure à Worden et Irwin, qui ne sont jamais allés dans l'espace auparavant, que c'est une pratique courante. Worden rappelle que les astronautes ont été informés que les enveloppes ne seraient pas vendues avant un certain temps, après la fin du programme Apollo et qu'ils recevraient 7 000 dollars, chacun. Ils sont informés que d'autres équipages d'Apollo ont conclu des accords similaires et en ont tiré profit. Les astronautes précédents ont reçu une assurance-vie gratuite de la part du magazine Life. Cette prestation n'est plus disponible à l'époque d'Apollo 15. Worden écrit que pour assurer la subsistance de leurs familles compte tenu des risques et des dangers graves de leur profession, lui et ses coéquipiers acceptent l'accord, prévoyant de mettre les paiements de côté comme fonds pour leurs enfants,. À l'époque, Scott gagne 2 199 dollars, par mois en tant qu'astronaute, Worden 1 715 dollars, et Irwin 2 235 dollars,,.
Selon Scott, les astronautes conviennent également que les enveloppes font de bons cadeaux et en demandent 100 supplémentaires chacun pour un total de 400. Scott indique dans son témoignage qu'après discussion avec ses compagnons de vol, il s'attend à ce que les covers soient « une entreprise très privée et non commerciale ». Il ajoute : « Je reconnais que c'est faux. Je le comprends très bien maintenant. Mais à l'époque, pour une raison naïve et irréfléchie, je n'en comprenais pas la signification ». Irwin écrit dans son autobiographie que la première rencontre avec Eiermann a lieu en mai 1971, et que les astronautes le rencontrent deux fois par la suite. Eiermann transmet les instructions de Sieger sur la façon de préparer les enveloppes : elles doivent être oblitérées deux fois, au KSC à la date du lancement et sur le navire de récupération à la date de retour sur Terre, et comporter une déclaration signée des astronautes avec une attestation d'un notaire public. Cette certification les rend plus faciles à vendre en Europe, où le notaire est un professionnel du droit qui vérifie souvent le document, et pas seulement les signatures.
144 enveloppes supplémentaires sont emportées dans l'espace en vertu d'un accord entre Worden et F. Herrick Herrick, de Miami, un réalisateur de cinéma à la retraite et collectionneur de timbres. Selon une lettre de l'administrateur de la NASA James C. Fletcher adressée au président de la commission sénatoriale des sciences aéronautiques et spatiales, Clinton P. Anderson, Herrick est un ami des trois astronautes qui a fait en sorte que Worden, également philatéliste, achète un album rempli de timbres et propose aux astronautes d'emporter des pochettes dans l'espace. Celles-ci doivent être divisées et mises de côté pendant quelques années, avant d'être vendues. Dans son livre, Worden raconte qu'il a été présenté à Herrick à un déjeuner par l'ancien pilote de course Jim Rathmann,, et que c'est Herrick qui propose ce plan. Worden raconte également qu'il a insisté pour que les enveloppes soient conservées, non vendues, et que leur existence ne soit pas rendue publique jusqu'à la fin du programme Apollo et qu'il se soit retiré de la NASA et de l'armée de l'air. « Je ne voulais rien faire qui puisse me mettre dans l'embarras ou embarrasser la NASA, et je croyais qu'Herrick tiendrait sa parole. C'était un énorme manque de jugement de ma part que de faire confiance à cet étranger. J'étais trop vieux pour croire au Père Noël ». Dans son témoignage de 1972 devant la commission sénatoriale, Worden décrit Herrick comme un ami avec lequel il a été en relation par le passé, et avec lequel il discute de la possibilité d'enveloppes commémoratives. Selon un rapport du ministère de la justice de 1978, avant le vol d'Apollo 15, Herrick informe Worden qu'apporter des enveloppes sur la Lune serait un investissement prudent, car elles seront précieuses pour les collectionneurs de timbres.
Alors que Scott et ses coéquipiers terminent leur entraînement pour la mission, une controverse se développe au sein de la NASA et du Congrès au sujet de certaines des médailles commémoratives en argent que l'équipage d'Apollo 14 a emportées sur la Lune. L'atelier monétaire privé Franklin Mint, qui a fourni les médailles en question, a fait fondre certaines de celles qui ont été dans l'espace pour les mélanger à une grande quantité d'autres métaux. Des médailles commémoratives sont alors frappées dans cette masse, et sont utilisées comme bonus pour inciter les gens à payer pour adhérer au club des collectionneurs de la Franklin Mint. Le fait qu'une partie des médailles se soit envolée vers la Lune est utilisé dans des publicités,. Comme l'équipage d'Apollo 14 n'a pas accepté d'argent, il ne fait pas l'objet de mesures disciplinaires. Slayton réduit de moitié le nombre de médailles que chaque membre d'Apollo 15 peut emporter. Il met en garde l'équipage sur le transport dans l'espace d'objets susceptibles de leur rapporter de l'argent ou d'en rapporter à d'autres. En août 1965, Slayton a publié un règlement exigeant que les articles que les astronautes prévoient de transporter soient répertoriés, approuvés par lui et, si des articles similaires n'ont pas déjà été emportés, vérifiés pour la sécurité dans l'espace. Chaque membre d'équipage est tenu de respecter les normes de conduite de la NASA publiées en 1967, qui leur interdisent d'utiliser leur position pour gagner de l'argent pour eux-mêmes ou pour autrui.

## Création et vol spatial

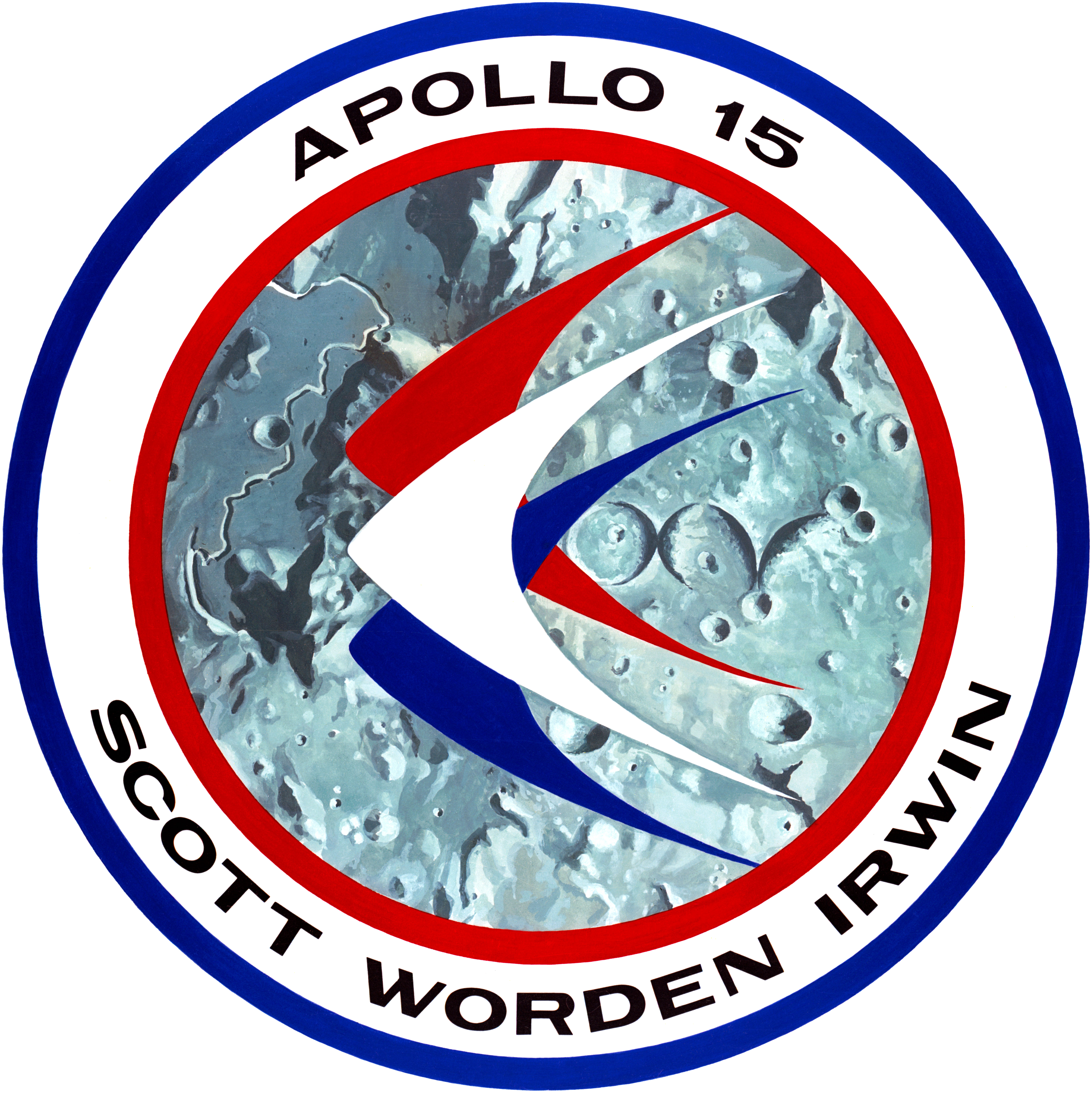
L'écusson de la mission Apollo 15.

Eiermann est censé créer le cachet des enveloppes spéciales qu'il a proposées, mais le temps manque et Scott le réalise à sa place. Il utilise l'écusson de la mission Apollo 15 pour créer le design, et le donne à Collins du bureau de soutien de la mission. Collins s'arrange avec la Brevard Printing Company of Cocoa, en Floride, pour que le dessin soit reproduit sur des enveloppes régulières et légères. La société effectue le travail et le facture 156 dollars, à Alvin B. Bishop Jr. pour les enveloppes légères et 209 dollars, pour les normales. Bishop, un responsable des relations publiques spécialisé dans l'industrie aérospatiale et qui connaît de nombreux astronautes, a créé des enveloppes pour un certain nombre de missions Apollo, qu'il fournit uniquement à l'équipage et à leurs familles. Il est à l'époque employé par Hughes Enterprises à Las Vegas ; c'est cette société qui paie la facture.
Herrick s'assure les services d'un artiste de renom, Vance Johnson, avec lequel Worden discute du design, ce qui donne lieu à 100 enveloppes représentant les phases de la Lune. Worden les fait figurer dans le contenu de son PPK pour l'approbation de Slayton, ainsi que 44 enveloppes premier jour dont il est propriétaire,. La société Ad-Pro Graphics, Inc. de Miami imprime celles d'Herrick, ainsi que des encarts indiquant qu'elles ont été transportées sur Apollo 15. Herrick paie la facture de 50,50 dollars, ; il obtient également les timbres-poste, ainsi que deux cachets en caoutchouc indiquant les dates de lancement et de retour. Le dessin est imprimé sur des étiquettes qui sont apposées sur les enveloppes. Celles d'Herrick ne sont pas toutes identiques, car des cachets, des empreintes de tampons en caoutchouc et des combinaisons de timbres-poste différents sont utilisés. Worden emporte également une enveloppe timbrée en 1928, autographiée par le pionnier de l'aviation Orville Wright.
En plus de celles apportées par Scott et par Worden, Irwin en emporte 96, dont une sur le thème de « l'envol vers la lune », huit avec un dessin d'Apollo 15 et 87 en hommage à Apollo 12, en faveur de Barbara Gordon, épouse de l'astronaute Dick Gordon, qui a participé à la mission Apollo 12,. Barbara Gordon, collectionneuse de timbres, a voulu que son mari emporte les enveloppes lors de sa mission lunaire, mais il a refusé. Celle de « l'envol vers la lune », est une faveur pour un ami de Dick Gordon. Apollo 15 transporte également une enveloppe du service postal américain destinée à être oblitérée sur la surface de la Lune. L'agence en envoie également une de réserve, rangée dans le module de commande avec un autre dispositif d'oblitération,, à utiliser sur le chemin du retour si Scott ne parvient pas à apposer le cachet postal sur la surface lunaire.

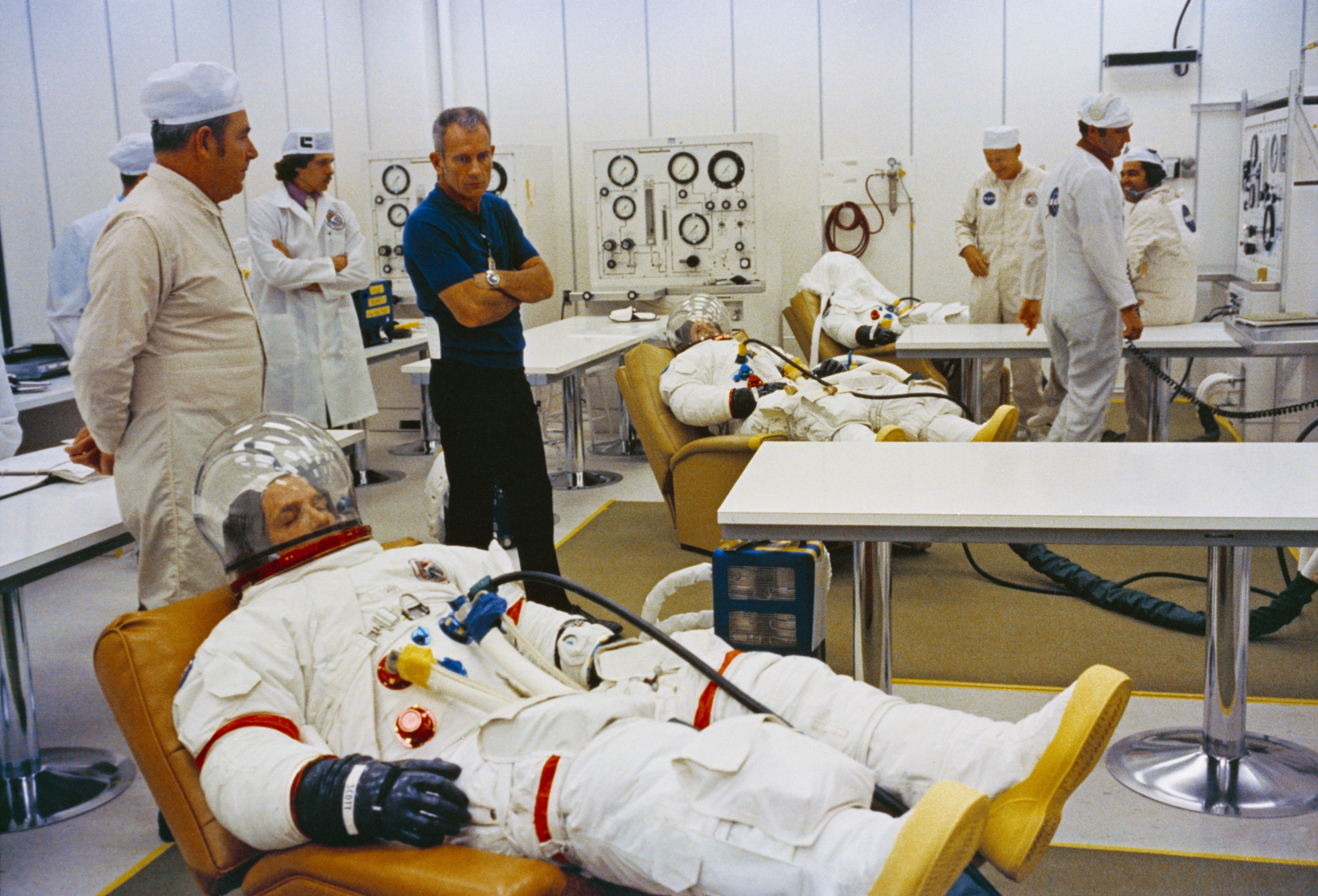
Deke Slayton (en bleu) regarde Scott (le plus proche de la caméra) se reposer après avoir porté une combinaison avant le lancement dApollo 15, le 26 07 1971.

Toutes les enveloppes, à l'exception des 400 surnuméraires, ont été approuvées par Slayton, qui déclare dans son témoignage qu'il les aurait presque certainement approuvées si on le lui avait demandé (en supposant que leur poids puisse être négocié avec le directeur de vol), à condition qu'elles restent dans le module de commandement et ne se rendent pas à la surface lunaire. En juillet 1972, après la publication de l'histoire, William Hines du Chicago Sun-Times écrit que « l'idée que ce coup compliqué ait pu être effectué à l'insu de Slayton et, sans au moins son autorisation tacite, est considérée comme ridicule par les gens qui connaissent la NASA. Le contrôle strict de Slayton et ses accusations parfois fracassantes sont légendaires ».
L'équipage achète plusieurs centaines de timbres-poste de 10 cents de l'émission « First Man on the Moon » (premier homme sur la Lune),. Ceux-ci sont apposés sur les enveloppes légères par les secrétaires du Bureau des astronautes. Collins prend des dispositions pour que le bureau de poste du Centre spatial Kennedy ouvre à 1 h (heure de l'Est) le jour du lancement — l'ouverture de cette installation si tôt un matin de lancement d'Apollo est inhabituelle — et apporte plusieurs centaines d'enveloppes timbrées. Une fois celles-ci passées par la machine à oblitérer, il les emmène aux quartiers des astronautes, où les membres de l'équipe de soutien aux équipages les scellent sous vide dans de la fibre de verre recouverte de téflon pour les rendre ignifuges pour l'espace. Normalement, si l'équipe de soutien aux équipages de vol découvre qu'un article ne figure pas sur la liste du kit de préférences personnelles d'un astronaute, elle l'ajoute et s'assure qu'il soit approuvé, mais le chef d'équipe James L. Smotherman déclare qu'il a « fait une gaffe », expliquant qu'il a confondu les 400 enveloppes avec celles d'Herrick, qui ont été approuvées par Slayton,,. Comme elles n'ont pas été admises, elles ont été considérées comme non autorisées. Scott déclare : « Je n'ai jamais eu l'intention de faire de la contrebande. Si j'avais eu l'intention d'en faire, je n'aurais certainement pas permis à M. Collins de les manipuler ni aux autres personnes de m'aider ». Comme d'autres objets placés dans les poches de la combinaison spatiale de Scott (par exemple, ses lunettes de soleil), elles lui sont d'abord montrées par les techniciens qui l'aident à s'habiller, afin de savoir s'il les emporte ou non. Divisées en deux paquets, les enveloppes empaquetées ont une épaisseur d'environ cinq centimètres et pèsent environ 850 grammes ; elles entrent dans le vaisseau spatial dans la poche de Scott. Apollo 15 s'envole pour la Lune à 9 h 34 le 26 juillet 1971, avec trois astronautes et 641 enveloppes à bord,.
À un moment donné, alors que la mission est en route vers la Lune, les 400 enveloppes sont déplacées dans le module lunaire Falcon ; dans son témoignage, Scott reconnaît que cela viole les règles. Il déclare qu'il ne se rappelle pas comment le transfert a eu lieu, et qu'il est seulement certain que les enveloppes sont allées sur la surface lunaire parce qu'elles étaient dans le sac d'objets sortis du Falcon en préparation du retour sur Terre. Worden dit dans son témoignage qu'ils étaient au courant de la présence des enveloppes dans le module de commandement après le lancement de la mission, mais il ne se souvient pas si les enveloppes ont fait partie des nombreux articles transférés dans le Falcon en préparation de l'alunissage ; il ne pense pas que la question a été abordée pendant le vol. Il écrit dans son autobiographie que la nuit où il a accepté le marché avec Eiermann « a été la dernière fois que j'ai entendu parler des enveloppes ou que j'y ai pensé jusqu'après le vol... Je n'ai su que plus tard quelles dispositions Dave [Scott], Eiermann et Sieger avaient prises pour les faire monter à bord du vol. Dave a déclaré plus tard à une commission du Congrès qu'il les avait placées dans une poche de sa combinaison spatiale, mais il ne m'a jamais fait part de cette information ». Il indique que les enveloppes qu'il s'est arrangé pour avoir à bord, y compris celles d'Herrick, sont restées dans son PPK dans le module de commandement pendant tout le vol. Le témoignage devant le Congrès, de plusieurs personnes dont les astronautes d'Apollo 15, est que le fait de transporter les enveloppes n'a en aucune façon gêné la mission.
Apollo 15 amerrit à environ 539 kilomètres au nord d'Honolulu à 16 h 46 (heure de l'Est, UTC−4) le 7 août 1971 ; l'équipage est récupéré par des hélicoptères de l'USS Okinawa. Scott a demandé qu'une provision de timbres spatiaux jumeaux du dessin qu'il a oblitéré sur la Lune (émis le 2 août) soient disponibles sur l'Okinawa, et le 14 juillet, Forrest J. Rhodes, qui dirige le service postal du KSC, écrit au premier maître responsable du bureau de poste de l'USS Okinawa. Le bateau répond le 20, en disant que les timbres vont pouvoir être obtenus à temps et sont acquis à la poste de Pearl Harbor ; 4 000 timbres sont envoyés par hélicoptère à l'USS Okinawa en mer, apparemment sous la garde d'un officier de marine qui s'est joint au navire. Les astronautes n'ont pas d'argent sur eux ; leurs achats sont payés par des officiers de haut rang à bord du porte-avions, qui sont ensuite remboursés. Les astronautes bénéficient de l'aide des membres de l'équipage du bateau pour apposer les timbres sur les 400 enveloppes à oblitérer par la poste du navire. Celles d'Irwin ne le sont pas, ni au décollage ni à l'arrivée. Worden écrit dans son livre qu'il n'a jamais vu les enveloppes que Scott a apportées avant que les astronautes ne prennent le vol pour Houston. Cependant, comme Scott mentionne qu'il les a timbrées avec la date du lancement, Worden s'arrange pour que cela soit fait pour celles qu'il a emmenées dans l'espace. Pendant le vol, elles sont dédicacées par les trois astronautes ; celles d'Herrick sont également autographiées en cours de route. Irwin se souvient que la signature a pris plusieurs heures.

## Distribution et scandale

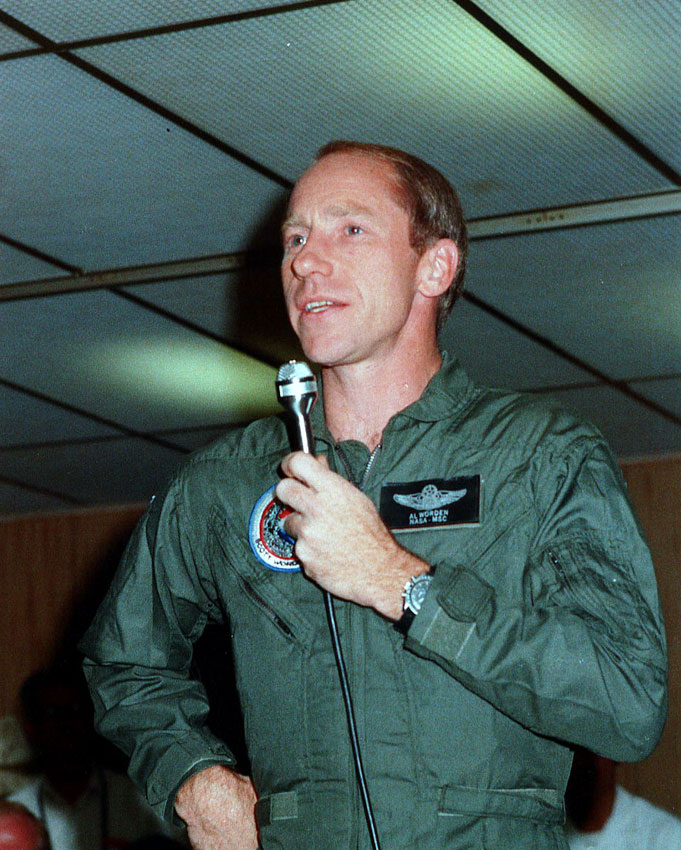
Worden à bord de l'.

Le 31 août 1971, C.G. Carsey, une agente de bureau du Bureau des astronautes de Houston, dactylographie les certifications sur cent des enveloppes, avec l'aide d'autres employés de la NASA dans son bureau. Les certifications indiquent que l'enveloppe a atteint la Lune à bord du Falcon. Elles portent déjà une déclaration manuscrite signée par Scott et Irwin indiquant qu'elles ont aluni le 30 juillet. Carsey déclare plus tard qu'en signant les certifications en tant que notaire public du Texas, elle avait seulement l'intention de certifier que leurs signatures étaient authentiques. Le procureur général du Texas enquête ultérieurement sur la certification potentiellement incorrecte de Carsey ; celle-ci aurait à tort certifié que les enveloppes ont été posées sur la Lune, alors qu'elle n'en a pas eu personnellement connaissance. 
Avec les certifications notariales, la dernière des exigences de Sieger pour les enveloppes est remplie. Le 2 septembre 1971, Scott envoie les cent enveloppes par courrier recommandé à Eiermann, qui a déménagé à Stuttgart. Eiermann remet les enveloppes à Sieger, et est récompensé par une commission d'environ 15 000 dollars, — dix pour cent des recettes prévues. Les 300 restantes sont confiées par les astronautes à un collectionneur de timbres de la région de Houston qui s'arrange avec un imprimeur local pour faire imprimer une inscription, en haut à gauche, indiquant qu'elles ont été transportées sur la Lune. L'imprimeur découvre qu'il y en a 298, et non 300 ; le collectionneur de timbres consulte Scott, qui lui dit de ne pas s'en inquiéter. Une de celles d'Irwin, du groupe des huit, avec un trèfle comme cachet, est donnée à Rhodes et une autre au président de la Kennedy Space Center Philatelic Society ; Irwin déclare en 1972 qu'il a conservé les six autres.
Sieger annonce à ses clients par un publipostage la vente des enveloppes revenant de l'espace au prix de 4 850 DM l'unité,, avec une réduction forfaitaire à l'achat de plus d'une. Il en garde une pour lui, et en novembre, a vendu les 99 restantes. Il numérote et signe le dos des enveloppes en bas à gauche en gage de leur authenticité.
Worden se souvient dans son livre qu'il a envoyé les 44 enveloppes à Herrick peu après son retour de l'espace, tel que convenu. Worden ajoute à l'envoi 60 enveloppes qu'Herrick doit placer en sûreté pour lui, et en donne 28 à des amis. Herrick en place 70 en consigne chez Robert A. Siegel (en), un important marchand de New York, qui en vend dix pour un total de 7 900 dollars,, ce qui vaut à Siegel une commission de 25 %. Herrick en vend trois lui-même pour 1 250 dollars, chacune et en place plusieurs à la commission en Europe.

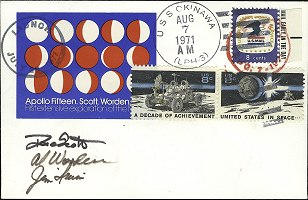
Une des enveloppes créées pour Herrick.

Fin octobre 1971, un client potentiel pour l'une des enveloppes d'Herrick écrit à la NASA pour s'enquérir de son authenticité. Le 5 novembre, Slayton répond en disant que la NASA ne peut pas en confirmer l'authenticité. Il demande à Worden de s'assurer que ses enveloppes ne seraient pas commercialisées. Worden écrit une lettre de protestation à Herrick. En juin 1972, Herrick demande à Siegel d'envoyer 60 enveloppes à Worden à Houston, ce qu'il fait par courrier recommandé. Jusqu'à ce moment, Siegel a supposé qu'elles appartiennent à Herrick,.
Probablement avant de faire un voyage officiel de la NASA en Europe en novembre 1971, les astronautes d'Apollo 15 reçoivent et remplissent les documents nécessaires pour ouvrir des comptes dans une banque de la région de Stuttgart afin de recevoir les paiements convenus de 7 000 dollars,,. Selon le témoignage de Scott, lorsqu'ils sont en Europe, ils entendent dire que les enveloppes de Sieger sont vendues dans le commerce. Scott appelle Eiermann, qui promet de se pencher sur la question. Les astronautes indiquent qu'ils ont reçu les livrets bancaires au début de 1972. Selon Irwin, Scott l'informe plutôt de la vente des enveloppes avant leur voyage en Europe. La déclaration de Scott, « Jim, nous avons des problèmes maintenant, ils commencent à vendre les enveloppes [en Europe] », aurait jeté une ombre sur leur voyage. Après avoir consulté l'équipe, Scott décide que la réception des fonds est inappropriée. Fin février, les astronautes rendent les carnets de banque à Eiermann, qui insiste pour les récompenser. L'équipage décide d'abord d'accepter des albums de timbres sur le thème de l'aérospatiale pour leurs enfants, y compris des émissions en l'honneur d'Apollo 15. Scott raconte que les astronautes regrettent d'avoir accepté, puis rendent finalement les cadeaux en avril 1972. Worden se souvient : « Nous avons fait cela avant que la NASA nous questionne à propos d'un accord avec Sieger, avant même que la NASA ne soit au courant ». Howard C. Weinberger, dans son compte-rendu de l'affaire, estime que le refus des astronautes est « un effort pour sauver leur carrière et leur réputation ».

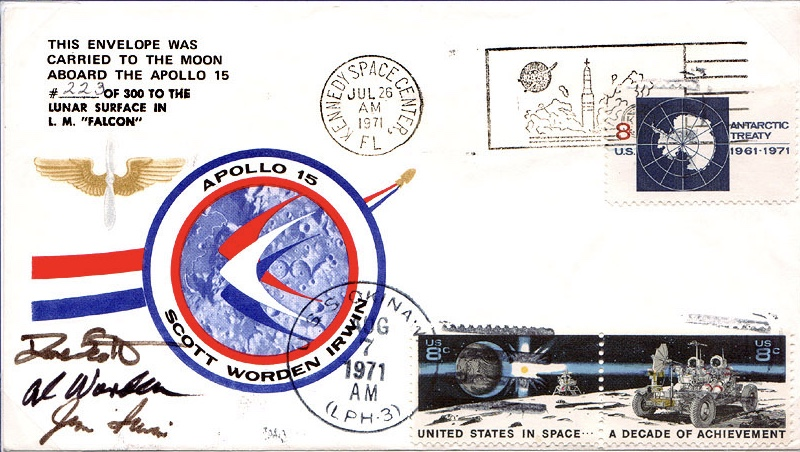
Une des enveloppes confisquées par la NASA en 1972 et rendues aux astronautes en 1983.

La discussion sur les enveloppes dans les publications philatéliques européennes alerte les collectionneurs américains. Le 11 mars 1972, Lester Winick, président d'un groupe de collectionneurs de timbres et d'enveloppes de l'espace connu sous le nom de Space Topics Study Group, envoie une lettre au directeur juridique de la NASA le questionnant sur les enveloppes de Sieger. La lettre est transmise pour réponse à Slayton, qui en parle à Irwin à la fin du mois de mars ; Irwin le réfère plutôt à Scott. Slayton parle avec Worden en supposant que les enveloppes mentionnées font partie du groupe des 144, mais Worden lui dit que ce n'est pas nécessairement le cas et qu'il doit parler à Scott. Slayton parle effectivement à Scott à la mi-avril, juste avant le lancement d'Apollo 16. Scott lui dit qu'il y en a eu 400 qui ne figurent pas sur la liste approuvée, et que 100 ont été données à un ami. Dans son autobiographie, Slayton écrit qu'il a confronté Scott et Worden à propos de ce qu'il qualifie de scandale ordinaire : « Ils m'ont dit quel était le marché, et je me suis mis sacrément en colère. J'en ai donc eu fini avec Scott, Worden et Irwin. Au retour d' [Apollo] 16, je les ai virés de l'équipe de réserve d' [Apollo] 17 ». L'une des raisons de la colère de Slayton est le sentiment d'avoir été trahi alors qu'il avait toujours auparavant démenti les rumeurs visant son équipage à propos du trafic d'enveloppes ; selon Andrew Chaikin dans son histoire du programme Apollo, Slayton « s'est mis en quatre pour défendre ses gars ». Slayton écrit à Winick, déclarant que le vaisseau spatial a transporté des enveloppes, mais la NASA ne peut pas confirmer que ces enveloppes particulières ont été emportées ; il ne dit pas à Winick que des enveloppes non autorisées sont allées dans l'espace. Il envoie une copie de sa réponse au bureau du directeur juridique au siège de la NASA à Washington, qui ne prend aucune mesure. Slayton n'informe pas l'administrateur Fletcher, l'administrateur adjoint George M. Low ou son propre supérieur, Christopher C. Kraft, de l'incident des timbres-poste ni des mesures disciplinaires qu'il a prises,,.
Au début du mois de juin 1972, M. Low apprend par un membre de son personnel qu'il est possible que des enveloppes ayant volé sur Apollo 15 aient été vendues en Europe. Il demande à l'administrateur associé Dale D. Myers de se renseigner auprès de la direction de la NASA. Low tient Fletcher informé de la situation au fur et à mesure de son évolution. Myers fait un rapport intermédiaire à Low le 16 juin. Avant qu'il ne puisse faire son rapport final le 26 juin, l'histoire éclate avec un article dans le Washington Sunday Star le 18 juin. Kraft interviewe Scott le 23 juin. Low ordonne une enquête complète par la Division des Inspections de la NASA le 29 juin. Le 10 juillet, les trois astronautes sont réprimandés pour manque de jugement,, ce qui rend extrêmement improbable qu'ils soient sélectionnés pour voler à nouveau dans l'espace. Richard S. Lewis, dans ses débuts au programme Apollo, note que « dans l'atmosphère de marchandage qui caractérise les relations entre les agences gouvernementales et les entrepreneurs industriels à l'ère spatiale, le fret non autorisé que l'équipage d'Apollo 15 a transporté vers la lune est une farce de gamin. Dans la rhétorique des critiques du programme spatial, cependant, il a été qualifié d'exploitation à des fins personnelles du développement technologique le plus coûteux de l'histoire. Dans la presse, les astronautes ont été traités comme des anges déchus ». Kraft se rappelle dans ses mémoires que Slayton lui dit : « Ils l'ont fait. Ils n'ont rien caché. Dave a juste dit : Bien sûr, il n'y a rien de mal à ça, non ? ». Scott, tout en déclarant que l'équipage a commis une erreur, estime que la réaction s'est transformée en chasse aux sorcières. Worden, tout en admettant être responsable de la conclusion de l'accord, estime que la NASA ne l'a pas suffisamment soutenu, et que Scott n'a pas assumé l'entière responsabilité de son rôle. Irwin, qui devient pasteur après avoir quitté le Corps des astronautes, déclare que la NASA n'avait pas d'autre choix que de les réprimander. Il espère pouvoir mettre cette expérience à profit dans son ministère, l'aidant à sympathiser avec ceux qui ont commis des erreurs.
À la mi-juillet, les médias font état de la dispute concernant la sculpture Fallen Astronaut, laissée sur la Lune par Scott en hommage aux personnes tuées dans le cadre des programmes spatiaux américain et soviétique ; le sculpteur a fait faire des copies pour la vente publique, malgré l'objection des astronautes. Après avoir lu ces informations dans les journaux et préoccupé par l'apparence de commercialisation d'Apollo 15, la commission sénatoriale des sciences aéronautiques et spatiales fixe une audition au 3 août et convoque un certain nombre d'employés de la NASA, dont Deke Slayton, Christopher Kraft, James C. Fletcher et George M. Low. Si des questions difficiles sont posées sur la conduite des astronautes, une partie de la préoccupation de la commission est de savoir pourquoi la direction de la NASA a laissé un autre incident se produire si rapidement après l'affaire « The Franklin Mint » d'Apollo 14. Les commissaires veulent également savoir comment il se fait que la chaîne de commandement de la NASA permette que des allégations contre les astronautes ne soient pas rapportées à la direction. Invoquant une règle rarement utilisée au Sénat pour les cas où les témoignages pourraient avoir un impact sur la réputation des témoins ou d'autres personnes, le président de la commission, le sénateur Anderson, déclare un huis clos. Kraft se souvient que pendant que Low et lui sont interrogés par la commission, les sénateurs traitent les astronautes « comme des dieux ».

## Conséquences
Cette affaire a de nombreuses conséquences, notamment sur les membres de l'équipage d'Apollo 15 puisque aucun d'entre eux n'a plus jamais volé dans l'espace. Scott est nommé conseiller technique pour le projet d'essai Apollo-Soyouz (la première mission conjointe avec l'Union soviétique) et prend sa retraite de l'armée de l'air en 1975. Il devient directeur du Dryden Flight Research Center de la NASA qu'il quitte en octobre 1977 pour faire carrière ensuite dans le secteur privé. Worden est quant à lui transféré au centre de recherche Ames de la NASA en Californie, où il reste jusqu'à sa retraite de l'armée de l'air et de la NASA en 1975, avant d'entrer dans le secteur privé,. Irwin prend sa retraite en 1972 et fonde un groupe évangélique.
Fletcher demande aux astronautes encore en service à la NASA, et même à ceux qui ne le sont plus, comme Wally Schirra d'Apollo 7, de remettre à la NASA toutes les enveloppes de vol en leur possession, en attendant de déterminer si elles sont la propriété du gouvernement. Kraft raconte que les astronautes ont résisté mais qu'elles ont été confisquées, parfois sous la contrainte. Elles sont rendues lorsque le ministère de la Justice décide de ne rien faire, et « tout ce qui leur est arrivé est resté secret ». Parmi les astronautes interrogés dans le cadre de l'enquête de la NASA se trouve Jack Swigert d'Apollo 13. Swigert nie dans un premier temps avoir emporté des enveloppes, puis admet par la suite l'avoir fait, ce qui lui vaut d'être retiré d'Apollo-Soyouz par Low.
Kraft suspend une quinzaine d'astronautes qui ont trahi la confiance de leurs supérieurs et ignoré un ordre permanent de Deke ; certains, après s'être excusés et avoir purgé leur suspension, volent sur Skylab au milieu des années 1970. L'affaire des enveloppes a entraîné des préjugés dans l'armée de l'air à l'encontre des anciens astronautes (les trois astronautes d'Apollo 15 y avaient tous servi). Cela dissuade Stuart Roosa d'Apollo 14 de revenir dans l'armée de l'air lorsqu'il quitte la NASA, se lançant plutôt dans les affaires. Bien que Charles Duke d'Apollo 16 ait emmené des enveloppes sur la surface lunaire en avril 1972, les changements apportés aux procédures PPK instituées par la NASA font qu'aucune n'a été emportée sur Apollo 17 en décembre de la même année. Aujourd'hui, la réglementation fédérale interdit aux astronautes d'emporter des objets philatéliques dans l'espace comme souvenirs.

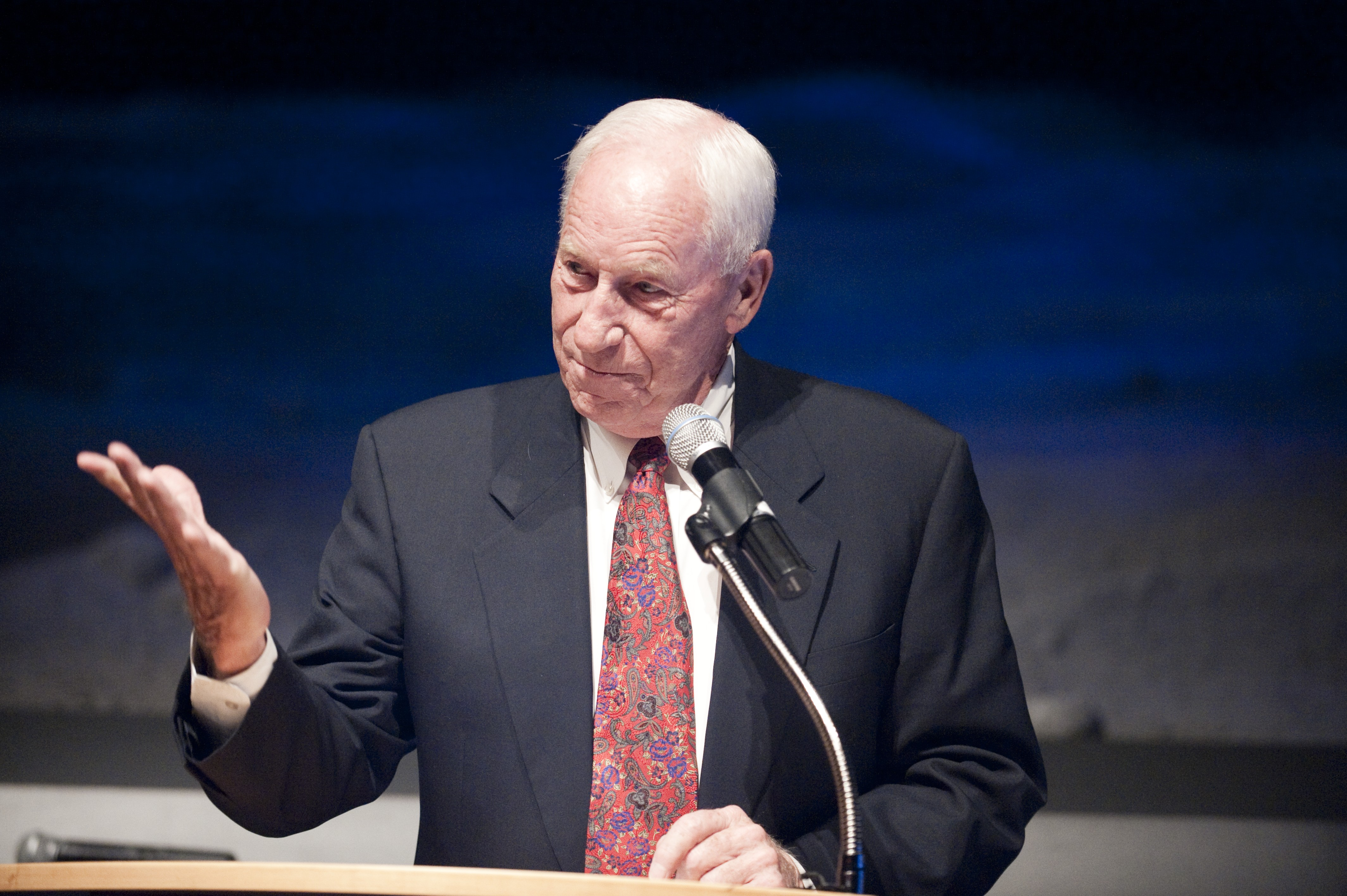
Worden en 2009, recevant le prix « Ambassador of Exploration » de la NASA, en reconnaissance de ses contributions au programme spatial.

Les enveloppes restées sous le contrôle des astronautes d'Apollo 15 (298 du groupe de 400, et 61 autres de Worden,) sont conservées par la NASA pendant l'enquête. Worden déclare les avoir remises à la demande de Kraft, à condition qu'elles lui soient rendues une fois l'enquête terminée. Néanmoins, plutôt que de lui être remises, elles sont transférées aux Archives nationales en août 1973. La division criminelle du département de la Justice décide en 1974 après enquête qu'aucune poursuite n'est justifiée, mais la division civile présume l'année suivante que les preuves seraient conservées par le gouvernement. Kraft a écrit : « il était douteux qu'une loi ait été violée et [département de la Justice] a réalisé que traîner des astronautes devant les tribunaux ne serait pas un passe-temps populaire ». En 1978, le ministère publie un rapport indiquant que si le gouvernement peut avoir un droit sur les enveloppes d'Herrick en raison de l'apparence de profit, il n'en a probablement pas sur les 298 autres, destinées à être données en cadeau par les astronautes,. En 1979, le ministère informe la NASA de la possible défaite en cas de poursuite des astronautes. Les sénateurs s'opposent à la restitution des enveloppes et, en février 1980, le Sénat adopte une résolution selon laquelle le gouvernement doit les conserver en raison de leur commercialisation. Cette résolution n'est pas adoptée à la Chambre des représentants. En 1983, Worden intente un procès et le gouvernement accepte de rendre toutes les enveloppes confisquées aux trois astronautes, estimant qu'il ne pourrait pas se défendre avec succès contre cette action en justice, et que la NASA avait soit donné son autorisation, soit était au courant de leur existence. Le magazine Slate estime que l'action en justice a effectivement exonéré les astronautes.
Certaines des enveloppes ont été vendues par les astronautes par la suite. L'un des 298 souvenirs philatéliques saisis par le gouvernement et ayant appartenu à Scott est vendu aux enchères chez Novaspace en janvier 2008 pour 15 000 dollars,,,. En 2014, l'une des quatre seules enveloppes Sieger à avoir été mises en vente publique depuis la distribution initiale est vendue pour plus de 55 000 dollars,,,. Worden a cédé une grande partie de celles d'Herrick pour payer les dettes de sa campagne infructueuse au Congrès en 1982. Dans une interview accordée par Scott en 2013, Slate constate « qu'il était contrarié par les inexactitudes persistantes dans l'entrée de Wikipédia sur les incidents. Nous lui demandons : pourquoi n'a-t-il pas demandé à un ami de se connecter et de corriger les entrées ? Il répond par une pause de surprise. C'est bien vrai ? Je ne savais pas que tu pouvais faire ça, ! »

## Récapitulatif des enveloppes
| Emportées par | Total produit et statut d'approbation | Cachet                       | Oblitération                                                         | Notes       |
| ------------- | ------------------------------------- | ---------------------------- | -------------------------------------------------------------------- | ----------- |
| David Scott   | 100 (non autorisées)                  | Logo de la mission Apollo 15 | 26 juillet 1971 au Centre spatial Kennedy ; 7 août 1971 USS Okinawa  | [ Note 25 ] |
| David Scott   | 298 (non autorisées)                  | Logo de la mission Apollo 15 | 26 juillet 1971 au Centre spatial Kennedy ; 7 août 1971 USS Okinawa  | [ Note 26 ] |
| Alfred Worden | 144 (autorisées)                      | Phases de la Lune            | 7 août 1971 USS Okinawa                                              | [ Note 27 ] |
| Alfred Worden | 1 (autorisée)                         | First Flight                 | 17 décembre 1928 Jackson (Michigan)                                  | [ Note 28 ] |
| James Irwin   | 87 (autorisées)                       | Apollo 12                    | 10 décembre 1969 Houston (Texas)                                     | [ Note 29 ] |
| James Irwin   | 8 (autorisées)                        | Trèfle et rover lunaire      | plusieurs, la plupart le 29 septembre 1971 au Centre spatial Kennedy | [ Note 30 ] |
| James Irwin   | 1 (autorisée)                         | Flown to the Moon            | non oblitérée                                                        | [ Note 31 ] |
| NASA          | 1 (autorisée)                         |                              | 2 août 1971 sur la surface de la Lune                                | [ Note 32 ] |
| NASA          | 1 (autorisée)                         |                              | non oblitérée                                                        | [ Note 33 ] |